# Stolniceni-Prăjescu
Stolniceni-Prăjescu is een Roemeense gemeente in het district Iași.
Stolniceni-Prăjescu telt 5547 inwoners.